# Perinatologija
Perinatologija (tudi porodništvo) je veja medicine, ki deluje na področju načrtovanja in spremljanja nosečnosti ter rojevanja otrok.
Zdravnik-specialist, ki deluje na tem področju, se imenuje specialist ginekologije in porodništva.